# Lijst van nummer 1-hits in de Nederlandse Top 40 in 1988
Deze hits stonden in 1988 op nummer 1 in de Nederlandse Top 40.
| Nummer | Datum        | Artiest                       | Titel                                  |
| ------ | ------------ | ----------------------------- | -------------------------------------- |
|        | 2 januari    | Geen Top 40 verschenen        | Geen Top 40 verschenen                 |
| 372    | 9 januari    | T'Pau                         | China in Your Hand                     |
|        | 16 januari   | T'Pau                         | China in Your Hand                     |
| 373    | 23 januari   | Bill Medley & Jennifer Warnes | (I've had) The time of my life         |
|        | 30 januari   | Bill Medley & Jennifer Warnes | (I've had) The time of my life         |
|        | 6 februari   | Bill Medley & Jennifer Warnes | (I've had) The time of my life         |
|        | 13 februari  | Bill Medley & Jennifer Warnes | (I've had) The time of my life         |
|        | 20 februari  | Bill Medley & Jennifer Warnes | (I've had) The time of my life         |
|        | 27 februari  | Bill Medley & Jennifer Warnes | (I've had) The time of my life         |
|        | 5 maart      | Bill Medley & Jennifer Warnes | (I've had) The time of my life         |
|        | 12 maart     | Bill Medley & Jennifer Warnes | (I've had) The time of my life         |
|        | 19 maart     | Bill Medley & Jennifer Warnes | (I've had) The time of my life         |
| 374    | 26 maart     | Billy Ocean                   | Get outta my dreams, get into my car   |
| 375    | 2 april      | Taylor Dayne                  | Tell it to my heart                    |
| 376    | 9 april      | Eddy Grant                    | Gimme Hope Jo'anna                     |
|        | 16 april     | Eddy Grant                    | Gimme Hope Jo'anna                     |
|        | 23 april     | Eddy Grant                    | Gimme Hope Jo'anna                     |
|        | 30 april     | Eddy Grant                    | Gimme Hope Jo'anna                     |
|        | 7 mei        | Eddy Grant                    | Gimme Hope Jo'anna                     |
| 377    | 14 mei       | Mory Kanté                    | Yé ké yé ké                            |
|        | 21 mei       | Mory Kanté                    | Yé ké yé ké                            |
| 378    | 28 mei       | Glenn Medeiros                | Nothing's Gonna Change My Love for You |
|        | 4 juni       | Glenn Medeiros                | Nothing's gonna change my love for you |
|        | 11 juni      | Glenn Medeiros                | Nothing's gonna change my love for you |
|        | 18 juni      | Glenn Medeiros                | Nothing's gonna change my love for you |
|        | 25 juni      | Glenn Medeiros                | Nothing's gonna change my love for you |
|        | 2 juli       | Glenn Medeiros                | Nothing's gonna change my love for you |
| 379    | 9 juli       | Tracy Chapman                 | Fast car                               |
|        | 16 juli      | Tracy Chapman                 | Fast car                               |
| 380    | 23 juli      | Salt-n-Pepa                   | Push it                                |
|        | 30 juli      | Salt-n-Pepa                   | Push it                                |
|        | 6 augustus   | Salt-n-Pepa                   | Push it                                |
| 381    | 13 augustus  | The Pasadenas                 | Tribute (right on)                     |
|        | 20 augustus  | The Pasadenas                 | Tribute (right on)                     |
|        | 27 augustus  | The Pasadenas                 | Tribute (right on)                     |
|        | 3 september  | The Pasadenas                 | Tribute (right on)                     |
| 382    | 10 september | Sam Brown                     | Stop!                                  |
|        | 17 september | Sam Brown                     | Stop!                                  |
|        | 24 september | Sam Brown                     | Stop!                                  |
| 383    | 1 oktober    | Yazz & the Plastic Population | The only way is up                     |
|        | 8 oktober    | Yazz & the Plastic Population | The only way is up                     |
| 384    | 15 oktober   | Phil Collins                  | A groovy kind of love                  |
| 385    | 22 oktober   | Womack & Womack               | Teardrops (Remix)                      |
|        | 29 oktober   | Womack & Womack               | Teardrops (Remix)                      |
|        | 5 november   | Womack & Womack               | Teardrops (Remix)                      |
|        | 12 november  | Womack & Womack               | Teardrops (Remix)                      |
|        | 19 november  | Womack & Womack               | Teardrops (Remix)                      |
|        | 26 november  | Womack & Womack               | Teardrops (Remix)                      |
| 386    | 3 december   | Enya                          | Orinoco Flow (Sail Away)               |
|        | 10 december  | Enya                          | Orinoco Flow (Sail Away)               |
|        | 17 december  | Enya                          | Orinoco Flow (Sail Away))              |
| 387    | 24 december  | Michael Jackson               | Smooth criminal                        |
|        | 31 december  | Geen Top 40 verschenen        | Geen Top 40 verschenen                 |